# Kokomo (Lied)
Kokomo ist ein Popsong von The Beach Boys. Er erschien 1988 als Single bei Elektra Records und ist Teil des Soundtracks zum Kinofilm Cocktail. Produziert wurde der Titel von Terry Melcher. 1989 wurde er auf dem Beach-Boys-Album Still Cruisin’ veröffentlicht, das bei Capitol Records erschien. Die Leadstimmen sangen Mike Love und Carl Wilson.

## Thema
Im Lied wird die Fröhlichkeit des Lebens besungen. Der Lebensstil der Karibik wird beinahe glorifiziert. Manifestiert wird es durch die Aufzählung von karibischen Inseln, welche die Sänger bereisen möchten, um das Glück an einem fiktiven Platz namens Kokomo zu finden, dessen geografische Lage lediglich mit „off the Florida Keys“ vage beschrieben wird.
Es gibt tatsächlich einen Ort mit Namen Kokomo; dieser liegt jedoch im US-Bundesstaat Indiana, also fernab der Karibik.

### Aufgezählte Orte
Folgende Orte werden in dem Lied besungen:
- Aruba
- Bermuda
- Bahamas
- Key Largo
- Montego Bay
- Jamaika
- Martinique
- Montserrat
- Port-au-Prince

## Die Entstehung des Liedes
Den ersten Teil dieses Songs schrieb John Phillips bereits 1964, als er mit einer Kommune, der auch Scott McKenzie angehörte, in der Karibik auf Saint Thomas lebte. Terry Melcher entdeckte den Song Mitte der 1980er Jahre, übernahm die Strophen und komponierte einen Refrain hinzu. Als Ende der 80er Jahre für den Film Cocktail ein Song mit Karibik-Flair gesucht wurde, gab Melcher, der zu dieser Zeit als Produzent der Beach Boys arbeitete, den Song an die Band. Einzig der Text des Stückes war bei der Band nicht so populär, denn dieser handelte von einer unglücklichen Liebe von John Phillips. Kurzerhand schrieb Mike Love einen fröhlicheren neuen Text für das Stück.

## Abwesenheit Brian Wilson
Kokomo ist der einzige Nr.-1-Hit der Beach Boys, der ohne das Zutun von Brian Wilson entstanden ist. Er war 1988 bei den Beach Boys ausgestiegen, um sich einem Soloalbum zu widmen. Die Beach Boys luden ihn zu den Aufnahmen des Liedes ein. Sein Therapeut Eugene Landy, der in einem zweifelhaften Geschäftsverhältnis zu Wilson stand, da er sowohl sein Therapeut als auch sein Manager und Geschäftspartner war, verhinderte allerdings dessen Teilnahme. Er wollte ihn nur unter der Bedingung zu den Aufnahmen lassen, dass Landy im Gegenzug bei den Credits genannt werden würde und als leitender Produzent fungieren dürfe.

## Video
Das Video zeigt Ausschnitte aus dem Film Cocktail und die Beach Boys, wie sie das Lied in der Karibik auf einer kleinen Dschungelbühne spielen. Unterstützt werden sie dabei von John Stamos und Jeffrey Foskett.

## Erfolge und Auszeichnungen
Kokomo war im November 1988 eine Woche lang an der Spitze der US-Charts und erreichte auch in Australien den ersten Rang in den Charts. Aufgrund der Verkäufe wurde es mit einer Platin-Schallplatte ausgezeichnet. Es war der erste Nummer-1-Hit der Beach Boys nach 22 Jahren und der einzige, der nicht von Brian Wilson geschrieben wurde. Das Stück wurde 1989 für den Golden Globe als Bester Filmsong sowie für den Grammy Award nominiert und gewann den BMI Film & TV Award. Daneben war Kokomo aber auch auf Negativlisten vertreten, so etwa auf der Liste 40 Most Awesomely Bad No. 1 Songs von VH1.

## Weitere Veröffentlichungen
1999 parodierte der Radio-DJ Bob Rivers Kokomo mit einem Song namens Kosovo, der die NATO-Luftangriffe während des Kosovokrieges kritisierte. Weitere Parodien waren Cameltoe in der Radiosendung The Bob & Tom Show, ein weiterer Song namens Kosovo, der von der US-amerikanischen Satiregruppe Capitol Steps stammt, und eine Parodie des Detroiter Radiosenders WCSX über das unsaubere Wasser in einem Metropark.
Es gibt mehrere Coverversionen des Songs. So coverten Adam Green und Ben Kweller den Song und veröffentlichten ihn als B-Seite auf Greens 2003 erschienener Single Jessica. Die Muppets sangen den Song ebenfalls, mit Kermit, dem Frosch als Leadsänger. Die King’s Singers beenden ihre Konzerte gelegentlich mit einer A-cappella-Version.
Die Beach Boys selber nahmen das Lied mit spanischem Text noch einmal auf – diesmal mit Brian Wilson – was jedoch nie veröffentlicht wurde. 1989 erschien das Lied noch auf zwei weiteren Beach-Boys-Singles als B-Seite. Zu Weihnachten 2006 veröffentlichte Mike Love einen „Nachfolger“ mit dem Titel Santa’s Goin to Kokomo. 2016 waren Lilly Wood & the Prick mit einer Version des Lieds eine Woche lang in den französischen Charts.